# Boehmeria cypholophoides
Boehmeria cypholophoides là loài thực vật có hoa trong họ Tầm ma. Loài này được Merr. mô tả khoa học đầu tiên năm 1913.